# Valentin Iejov
Pour les articles homonymes, voir Iejov.
Valentin Iejov, de son nom complet Valentin Ivanovitch Iejov (en russe : Валентин Иванович Ежов), est un scénariste soviétique et russe, né le 21 janvier 1921 à Samara, en RSFS de Russie, et mort le mai 2004 à Moscou, en Russie.

## Filmographie partielle
- 1959 : La Ballade du soldat de Grigori Tchoukhraï
- 1969 : Nid de gentilhomme d'Andreï Kontchalovski, d'après Tourgueniev
- 1969 : Le Soleil blanc du désert (Белое солнце пустыни), coécrit avec Rustam Ibragimbekov
- 1970 : Légende

## Nominations
- Oscars du cinéma 1962 : Nomination pour l'Oscar du meilleur scénario original (La Ballade du soldat)